# École du Vorarlberg
Les Vorarlberger baukünstler sont un groupe d'architectes et de charpentiers autrichiens du Vorarlberg qui ont développé depuis le début des années 1980 une approche originale de la construction qui est de plus en plus considérée comme un modèle du développement durable dans la construction, voire comme "la naissance d’une nouvelle culture du bâti".
Plus de 500 constructions souvent exemplaires font de cette école du Vorarlberg un des pôles d'attraction important en Europe pour les observateurs de l'architecture contemporaine.
Ce mouvement a été notamment présenté en France en 2004 par une exposition itinérante de l'IFA.
C'est un de ses membres, Hermann Kaufmann, qui a obtenu en 2007 le « Prix international d'architecture durable » (Global Award for Sustainable Architecture).